# Pont de Saint-Pierre-du-Vauvray
Die Pont de Saint-Pierre-du-Vauvray ist eine Straßenbrücke über die Seine in Saint-Pierre-du-Vauvray im Département Eure in der französischen Region Normandie.
Die Brücke führt die Route départementale D313 über den linken Hauptarm der Seine zur Île du Bac (Fähreninsel). Von dort gelangt die Straße über eine weitere Brücke zum rechten Flussufer.

## Beschreibung
Die Pont de Saint-Pierre-du-Vauvray hat zwei Kfz-Fahrspuren und beidseits zwei schmale Gehwege.
Die von Eugène Freyssinet entworfene und in den Jahren 1922 und 1923 von den Entreprises Limousin (Procédés Freyssinet) erstmals erbaute Brücke besteht im Wesentlichen aus zwei Betonbögen, an denen Hänger mit Querträgern befestigt sind, die die Fahrbahntafel tragen. Bei ihrer Fertigstellung war sie die Betonbogenbrücke mit der weltweit größten Stützweite.
Das Brückenbauwerk ist, einschließlich der sich weitgehend im Boden befindlichen Widerlager, insgesamt 159 m lang. Die beiden eingespannten, parabelförmigen Betonbögen haben eine Stützweite von 131,80 m, wobei sich der Bogenansatz an den Widerlagern weitgehend im Boden befindet und kaum zu erkennen ist. Die Pfeilhöhe der Bögen beträgt 25 m. Die Bögen sind Hohlkästen aus schwach armiertem Beton, deren Bauhöhe sich von 4,10 m am Widerlager auf 2,50 m im Scheitel verringert. Ihre Wandstärke nimmt von 0,60 m bis auf 0,33 m am Scheitel ab. Im Achsabstand von 5,24 m werden die Hohlkästen durch Scheiben verstärkt, die als Befestigungen für die Hänger dienen. Die beiden Bögen sind nur durch zwei Gruppen von Querstreben in einer Höhe von 5 m über der Fahrbahn miteinander verbunden und versteift.
Die Hänger bestehen jeweils aus 40 dünnen Stahlstäben, die zum Schutz vor Korrosion mit Beton verkleidet wurden. An ihnen sind vorgefertigte Querträger aus Stahlbeton-Fachwerkstrukturen befestigt, die das Brückendeck tragen.
Die Brücke wurde im Zweiten Weltkrieg 1940 durch französische Pioniere gesprengt und nach dem Krieg in den Jahren 1946 und 1947 annähernd identisch wieder aufgebaut.
Sie steht seit 1975 unter Denkmalschutz.